# Maurice de Hirsch

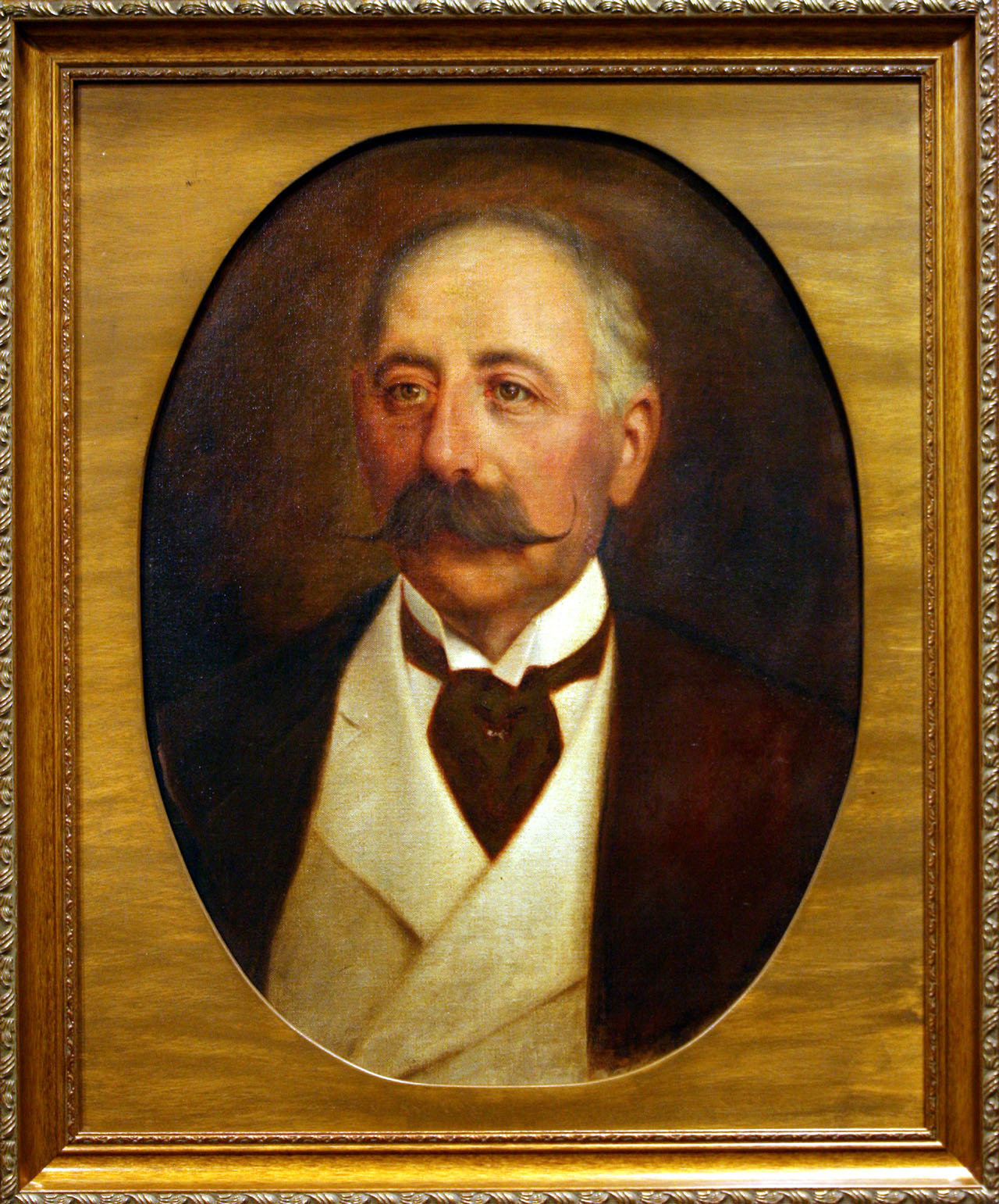
Maurice de Hirsch

Baron Maurice de Hirsch (geboren am 9. Dezember 1831 in München; gestorben am 21. April 1896 in der Nähe von Ersek-Ujvar (Ungarn); gebürtig Moritz Freiherr von Hirsch auf Gereuth) war ein deutscher Unternehmer und Philanthrop.

## Herkunft und erste unternehmerische Tätigkeit
Hirsch stammte väterlicherseits aus einer geadelten Bankiersfamilie aus Bayern, den Freiherren Hirsch auf Gereuth. Sein Vater ist der Hofbankier und Kaufmann Josef von Hirsch (Bankier). Seine Mutter war eine geborene Wertheimer aus Frankfurt am Main. 1855 heiratete er Clara Bischoffsheim aus der belgischen Familie Bischoffsheim und begann bald Teile seines erheblichen Vermögens in Eisenbahngeschäfte auf dem Balkan und in der Türkei zu investieren. 
Hirsch schloss mit der Hohen Pforte am 17. April 1869 einen Vertrag über den Bau der ersten durchgehenden Eisenbahnlinie von Europa nach Konstantinopel. Im Jahr 1870 gründete er als Betriebsgesellschaft für die geplanten Strecken die Compagnie des Chemins de fer Orientaux (CO) und bestellte Wilhelm Pressel zum Chefingenieur. Hirsch und Pressel trieben das Projekt schnell voran, sodass 1872 bereits rund 500 Streckenkilometer fertiggestellt waren. Je Kilometer erhielt Hirsch für Material- und Arbeitskosten ein Budget von 200.000 Schweizer Franken, dem beauftragten Subunternehmen zahlte er davon 100.000 Franken. 1875 erklärte die osmanische Regierung aufgrund der geringen Investitionen Hirschs die Eisenbahnlinie für unbrauchbar und von schlechter Qualität. Danach zogen sich die Bauarbeiten bis in die Regierungszeit von Sultan Abdülhamid II. hin. Nach der Fertigstellung bedeutete der Betrieb der Eisenbahnlinie, aus der später der Orientexpress hervorging, einen großen wirtschaftlichen Erfolg. 
Bis in die 1880er Jahre war Hirsch zusammen mit dem Berliner Bankier Gerson Bleichröder der wichtigste deutsche Investor im Osmanischen Reich. Zudem war er der Gründer der Palestine Jewish Colonization Association. Beide wurden jedoch im Zuge der beginnenden imperialistischen Politik des Deutschen Reiches von Siemens und der Deutschen Bank aus dem Orientgeschäft verdrängt, speziell im Zusammenhang mit dem Projekt Bagdadbahn, bei dem Hirsch keine Rolle mehr und das Bankhaus S. Bleichröder nur noch eine untergeordnete Rolle spielte.

## Philanthropische und politische Aktivitäten
Unter dem Einfluss seiner Frau Clara und durch persönliche Erlebnisse während seiner
Geschäftsreisen auf dem Balkan und in der Türkei wurde Hirsch auf die Lebensumstände jüdischer Gemeinden in Südosteuropa und Kleinasien aufmerksam. Die Alliance Israélite Universelle (AIU) schien ihm ein geeigneter Partner für eigene humanitäre Aktivitäten. Er stiftete der Organisation 1873 eine Summe von einer Million Francs für den Bau von Schulen, und ab 1880 übernahm er das jährliche Budgetdefizit der Organisation, die sich unter anderem in Konstantinopel um Tausende vor Pogromen geflüchtete bulgarische Juden kümmerte (siehe Balkankrise). Im russisch-türkischen Krieges von 1878 war Hirsch auf beiden Seiten humanitär tätig, weil die Juden „zwischen den Fronten saßen“ und einerseits die jungen slawischen Nationalbewegungen unterstützten, andererseits von nationalistischen Fanatikern als „fünfte Kolonne des Islam“ verdächtigt wurden. Von 1878 an finanzierte Hirsch ein Netz von Handelsschulen auf dem Balkan, die von der AIU aufgebaut wurden. Ab 1885 versuchte er auch in Russland humanitär tätig zu werden, wo das Los der jüdischen Bevölkerung noch bedrückender als auf dem Balkan war.
Hirsch verbrachte die meiste Zeit seines Lebens in der österreichisch-ungarischen Donaumonarchie und wurde auch dort humanitär tätig, vor allem in Galizien und der Bukowina. Er wurde zum Freund und Förderer des Kronprinzen Rudolf und unterstützte auch dessen politische, gegen die Allianz mit dem Deutschen Reich und speziell gegen Kaiser Wilhelm II. gerichtete Bestrebungen, etwa durch die Finanzierung der gegen den Zweibund polemisierenden Zeitschrift Schwarzgelb im Jahr 1888. Dies löste eine Welle deutschnationaler und antisemitischer Agitation gegen Hirsch, aber auch gegen Kronprinz Rudolf aus.
Maurice de Hirsch starb 1896 in Ungarn, seine Witwe setzte sein philanthropisches Werk fort. Beide ruhen in einem gemeinsamen Grabmal auf dem Friedhof Montmartre in Paris. Der einzige Sohn, Lucian de Hirsch (1857–1887), starb neun Jahre vor seinem Vater kinderlos. Dazu äußerte Maurice de Hirsch: „Ich habe meinen Sohn verloren, aber nicht meinen Erben, mein Erbe ist die Humanität.“ Sein Nachlass fiel an seinen Adoptivsohn, Maurice-Arnold de Forrest (1879–1968).
Hirsch besaß Rennpferde und spendete alles Preisgeld, das er damit verdiente, wohltätigen Zwecken, darunter auch die mehr als 35.000 britischen Pfund, die seine Stute la Flèche zwischen 1891 und 1894 gewann.

## Förderung der Auswanderung russischer Juden
Nachdem das Vorhaben, in Russland 50 Millionen Francs für die Verbesserung jüdischer Bildungseinrichtungen zu investieren, wegen der mangelnden Kooperation der russischen Behörden scheiterte, sah Hirsch den einzigen Weg, um die Situation der russischen Juden zu verbessern, in deren Emigration. Er suchte systematisch Möglichkeiten, jüdische Kolonien in Übersee zu gründen, und schuf zu diesem Zweck die Jewish Colonization Association (JCA) mit einem Startkapital von zwei Millionen britischen Pfund. 
Intensiv unterstützte Hirsch die Ansiedlung von jüdischen Kolonisten in Argentinien, daneben auch in Brasilien, Mexiko und Kanada, wo heute eine Ortschaft, Hirsch in der Provinz Saskatchewan, an seinen Namen erinnert. Auch in den USA unterstützte Hirsch jüdische Einwanderer und gründete in New York den Baron de Hirsch Fund mit einem Startkapital von 2,5 Millionen US-Dollar. Dieser gehörte 1933/34 zu den Gründungsorganisationen der German Jewish Children’s Aid, deren Ziel es war, jüdischen Kindern aus Nazi-Deutschland die Einreise in die USA zu ermöglichen.
Hirsch, der der ersten jüdischen Familie Bayerns entstammte, der erlaubt wurde, größere Ländereien zu erwerben, glaubte, dass das jüdische Volk ein natürliches Talent zur Landwirtschaft besitze, und förderte daher in Argentinien (hier gründete er sechs Bauerndörfer für jüdische Einwanderer aus Russland) und Kanada vor allem landwirtschaftliche Projekte. 
Bei einem Gespräch mit Hirsch im Mai 1895 versuchte Theodor Herzl ihn für die Idee einer jüdischen Staatsgründung in Palästina zu gewinnen, doch endete das Treffen für Herzl erfolglos. Im asiatischen Teil des Osmanischen Reiches betrieb die JCA stattdessen Projekte im Umland von Konstantinopel sowie bei Smyrna (Izmir), die nach der Gründung der Republik Türkei zugunsten der jüdischen Besiedlung Palästinas aufgegeben wurden.
Von konservativ-katholischer Seite wurde gegen Hirsch um die Jahrhundertwende der Vorwurf erhoben, durch die Ausgabe von sogenannten „Türkenlosen“ Tausende Christen in den Ruin getrieben zu haben. In den Schmähschriften, die in diesem Zusammenhang verfasst wurden, tritt antisemitisches Gedankengut unverhohlen zutage. Hirsch wurde in Zeitungen mit dem Spottnamen „Türkenhirsch“ bedacht. Trotz Hirschs anfänglicher Skepsis wurde die JCA schließlich auch in Palästina tätig und hat heute in Israel ihr Hauptbetätigungsfeld.